# Rafał Sarbiewski

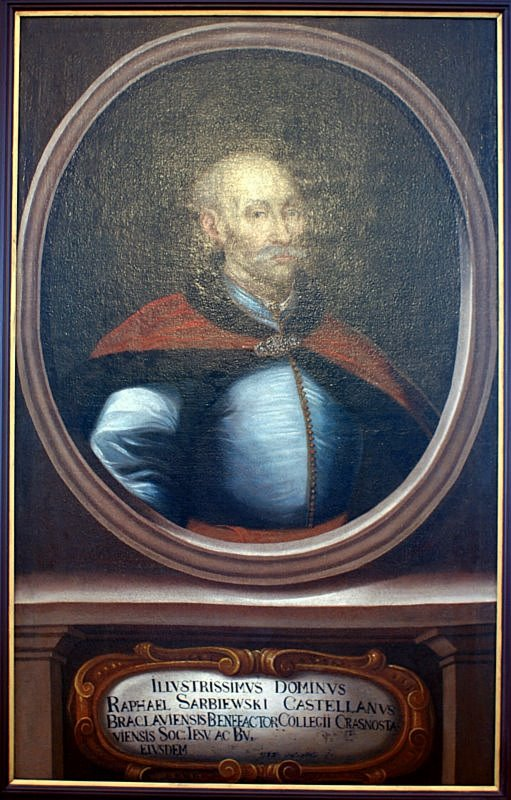
Rafał Sarbiewski

Rafał Sarbiewski herbu Prawdzic (zm. 1715) – kasztelan bracławski.
Syn Stanisława Sarbiewskiego, wojewody mazowieckiego i Zofii Napiórkowskej.  Starosta korytnicki, od 1710 aż do śmierci kasztelan bracławski. Zapisał dobra kolegium jezuickiemu w Krasnymstawie. Tamże pochowany w kościele św. Franciszka Ksawerego.